# Karl Hildebrand (filolog)
Karl Hildebrand, född 1846, död 1875, var en tysk språkforskare. 
Hildebrand studerade historia och filologi i Leipzig, blev filosofie doktor 1871 och docent i germansk filologi vid universitetet i Halle 1873. Hildebrand ägnade sig huvudsakligen åt isländskans studium. 
Hans arbeten är Über die Conditionalsätze und ihre Conjunctionen in der ältern Edda (1871), Die Versteilung in den Eddaliedern (i Höpfners och Zachers "Zeitschrift für deutsche Philologie", tilläggsband 1874) och den av Theodor Möbius efter Hildebrands död fullbordade kritiska textupplagan Die Lieder der älteren Edda (Sæmundar Edda), 1876. 
Denna eddaupplaga utmärker sig för god rättskrivning, efter vetenskapliga grunder ordnad versindelning, noggrant angivande av alla läsarter och av föregående utgivares läsningsförslag samt lyckligt tillgodogörande av de dittills gjorda textkritiska forskningarna, vartill Hildebrand ej sällan lagt nya, av honom själv vunna forskningsresultat.